# نادي سلوفان لكرة السلة
نادي سلوفان لكرة السلة هو فريق كرة سلة سلوفيني للمحترفين تأسس في سنة 1951 يقع مقره في ليوبليانا. يلعب في الدوري السلوفيني لكرة السلة الدرجة الثانية.

## أبرز لاعبيه
من أبرز من مثله:
| - غوران دراغيتش - زوران دراجيتش - بنيامين إز - جاكا كلوبوتشار - جاكا لاكوفيتش - رادوسلاف نستروفيتش - جيلكو زاجوراك | - ساشو أوجبولت - أمير برلدجيتش - أوروش سلوكار - نيكولوز تسكيتيشفيلي - جان فيسلي - غاشبر فيدمار - ميها زوبان |

## وصلات خارجية
- الموقع الرسمي